# Chariopolis
Chariopolis (łac. Diœcesis Chariopolitanus) – stolica historycznej diecezji w Cesarstwie Bizantyńskim (prowincja Europa), współcześnie w Turcji. Pierwszym wzmiankowanym biskupem tej diecezji był Theophylactus (VIII w.). Od XVIII w. katolickie biskupstwo tytularne, wakujące od 1970.

## Biskupi tytularni
| Lp. | Biskup                     | Od                  | Do                   |
| --- | -------------------------- | ------------------- | -------------------- |
| 1   | Silvester Jenks            | 20 września 1713    | grudzień 1714        |
| 2   | Jan Chryzostom Kaczkowski  | 25 czerwca 1741     | 24 lutego 1816       |
| 3   | Raffaele Serena            | 2 października 1837 | 1858                 |
| 4   | Abraham Agabio Bsciai      | 27 lutego 1866      | 20 lutego 1887       |
| 5   | Francesco Giampaolo        | 1 czerwca 1888      | 8 grudnia 1898       |
| 6   | Joachim-Pierre Buléon CSSp | 6 czerwca 1899      | 13 czerwca 1900      |
| 7   | Claude-Marie Chanrion SM   | 1 grudnia 1905      | 17 października 1941 |
| 8   | Timoteo Raymundos OFMCap.  | 4 maja 1945         | 11 września 1970     |